# Čeljabinsk
Čeljabinsk (rusky Челя́бинск) je město v Ruské federaci, na východním úpatí pohoří Ural. Žije zde přibližně 1,18 milionu obyvatel (9. místo v Rusku) a jde o administrativní centrum Čeljabinské oblasti. Prochází tudy jižní větev transsibiřské magistrály (Moskva – Vladivostok); město je důležitou železniční křižovatkou. Od roku 1943 zde sídlí univerzita.

## Historie

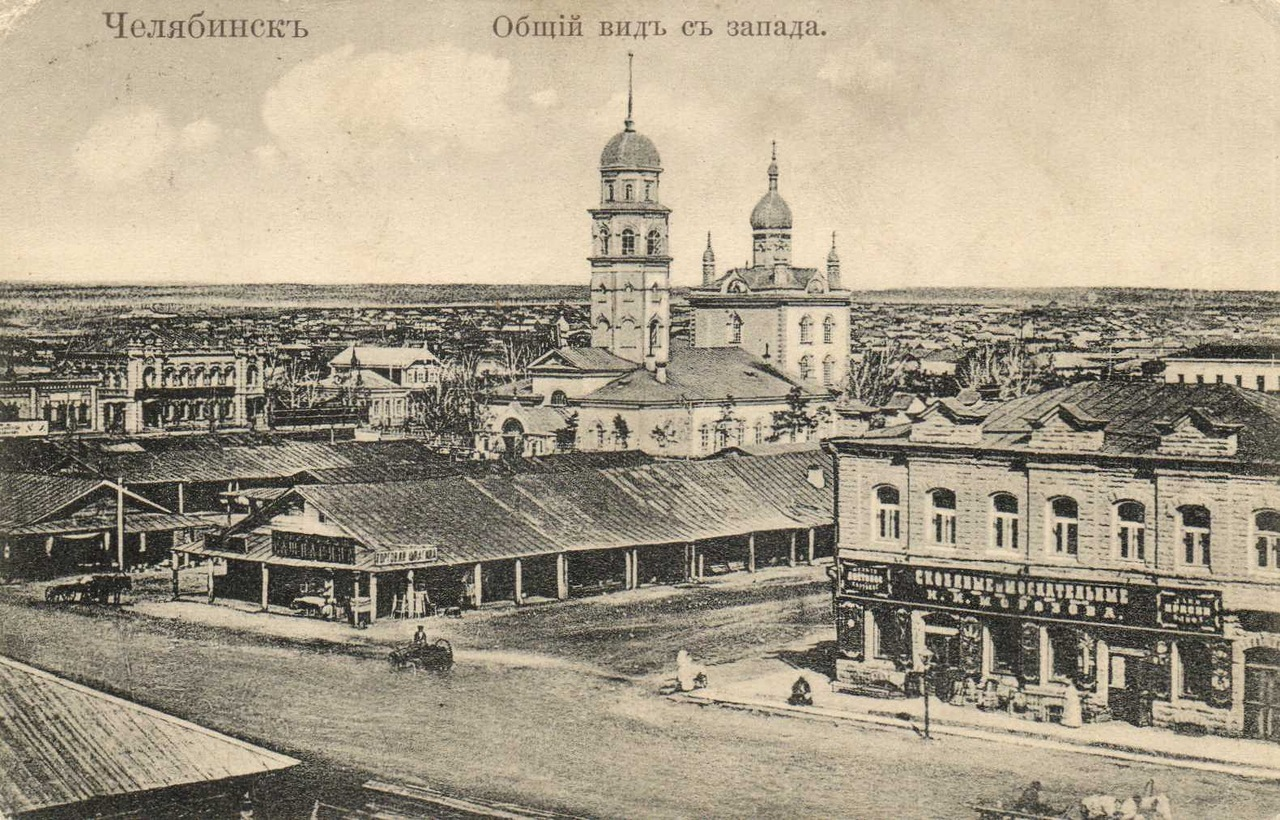
Městská tržnice a dvouvěžový chrám Narození Ježíše Krista, fotografie (1904)

Na místě malé osady byla v Ufimské provincii roku 1736 založena Čeljaba, která dala městu název, a při ní pravoslavný chrám Narození Ježíše Krista. Od 60. let 18. století v čeljabinské pevnosti sídlil zemský úřad (roku 1743 přenesený z Tečenské slobody), pravoslavná duchovní rada, radnice a asi 500 dvorů. Pevnost byla na obou březích řeky obehnána dubovou palisádou se dvěma dřevěnými věžemi a třemi branami. Žilo zde 354 kozáků v čele s atamanem a 8 předáky, pěší rota, 192 obchodníků a dělníků a 42 rolníků. Dalších 154 obyvatel, přestěhovaných ze Šadrinska, žilo ve vesnici Balančnoj. V pevnosti stál dřevěný kostel sv. Mikuláše Divotvůrce, postavený před rokem 1743 a nahrazený dvouvěžovým kamenným Trojoltářním kostelem (Narození Ježíše Krista, sv. Jana Evangelisty a sv. Mikuláše Divotvůrce). Roku 1781 byla pevnost prohlášena městem a střediskem Čeljabinského újezdu v Jekatěrinské oblasti. Na přelomu 19. a 20. století se město stalo jedním z center hospodářství a kultury, zejména průmyslu ruského impéria a po revoluci také předválečného Sovětského svazu.
Během občanské války a 1. sjezdu československého legionářského vojska na Rusi se zde v květnu 1918 stal incident. Byl vyvolán těžkým zraněním legionáře 6. střeleckého pěšího olomouckého pluku „Hanáckého“ vojína J. Ducháčka železem, které z projíždějícího vlaku vrhl maďarský zajatec. Konflikt mezi místním sovětem a československými legionáři patřil k hlavním sporům v počátcích otevřeného boje bolševiků s československými legionáři. Legionáři tehdy Čeljabinsk dvakrát dobyli.
Za druhé světové války se zde vyráběly tanky T-34 a raketomety Kaťuša. Výroba těchto zařízení vynesla městu přezdívku „Tankograd“. V roce 1957 i zde, jako v Černobylu o třicet let později, došlo k jaderné havárii, ovšem v mnohem menším rozsahu. Přesto určitá část obyvatel město opustila. Ve městě se nadále nachází závod na likvidaci jaderného odpadu.

## Čeljabinský bolid
Dne 15. února 2013 v dopoledních hodinách dopadl poblíž města velký (podle nejvyšších odhadů až 17 metrů) meteoroid, který při průletu atmosférou způsobil 9 výbuchů, tlaková vlna a doprovodný supersonický třesk pak způsobil poranění více než 1000 lidí a napáchal velké materiální škody (mimo jiné až 200 tisíc metrů čtverečních rozbitého tabulového skla). Podle  jasnosti byl určen jako bolid. Pátrací letadla později nalezla kráter po meteoritu o průměru více než 8 metrů.

## Obyvatelstvo
Ve městě žijí převážně Rusové (84 %), Tataři (5 %), Baškirové (3 %) a Ukrajinci (1 %).

## Průmysl
Dnes je zde průmysl chemický, stavebních hmot, spotřební a potravinářský. Hutnictví železa (úplný cyklus), výroba traktorů. V minulosti bylo město důležitým centrem výroby jaderných zbraní, nadále se zde nachází závod na likvidaci jaderného odpadu.

## Doprava
Dopravu ve městě zajišťují autobusy, trolejbusy a tramvaje. Též se staví první úsek jedné z linek systému metra, jež má mít výhledově takové linky tři.

## Památky

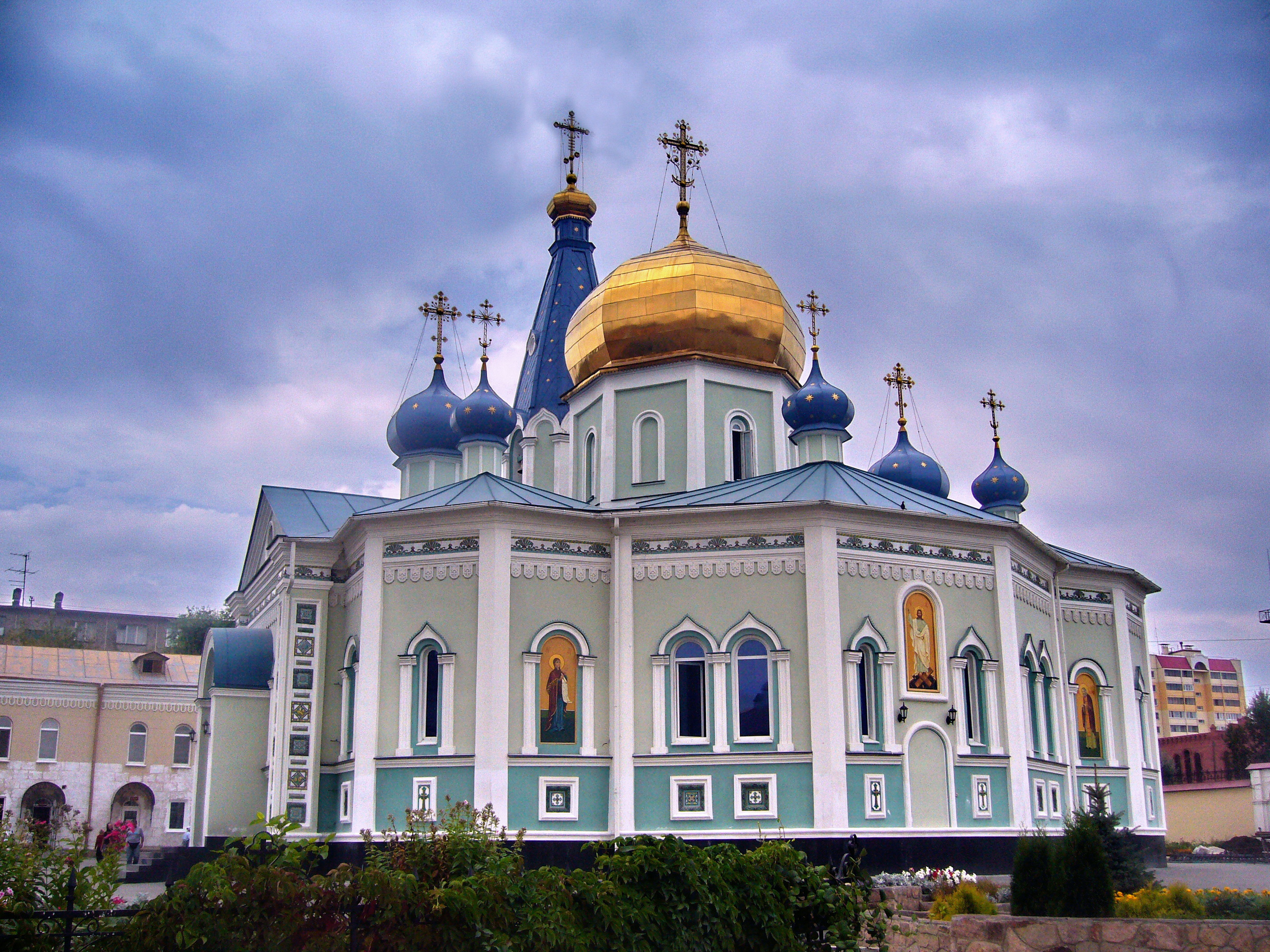
Katedrální chrám sv. Simeona

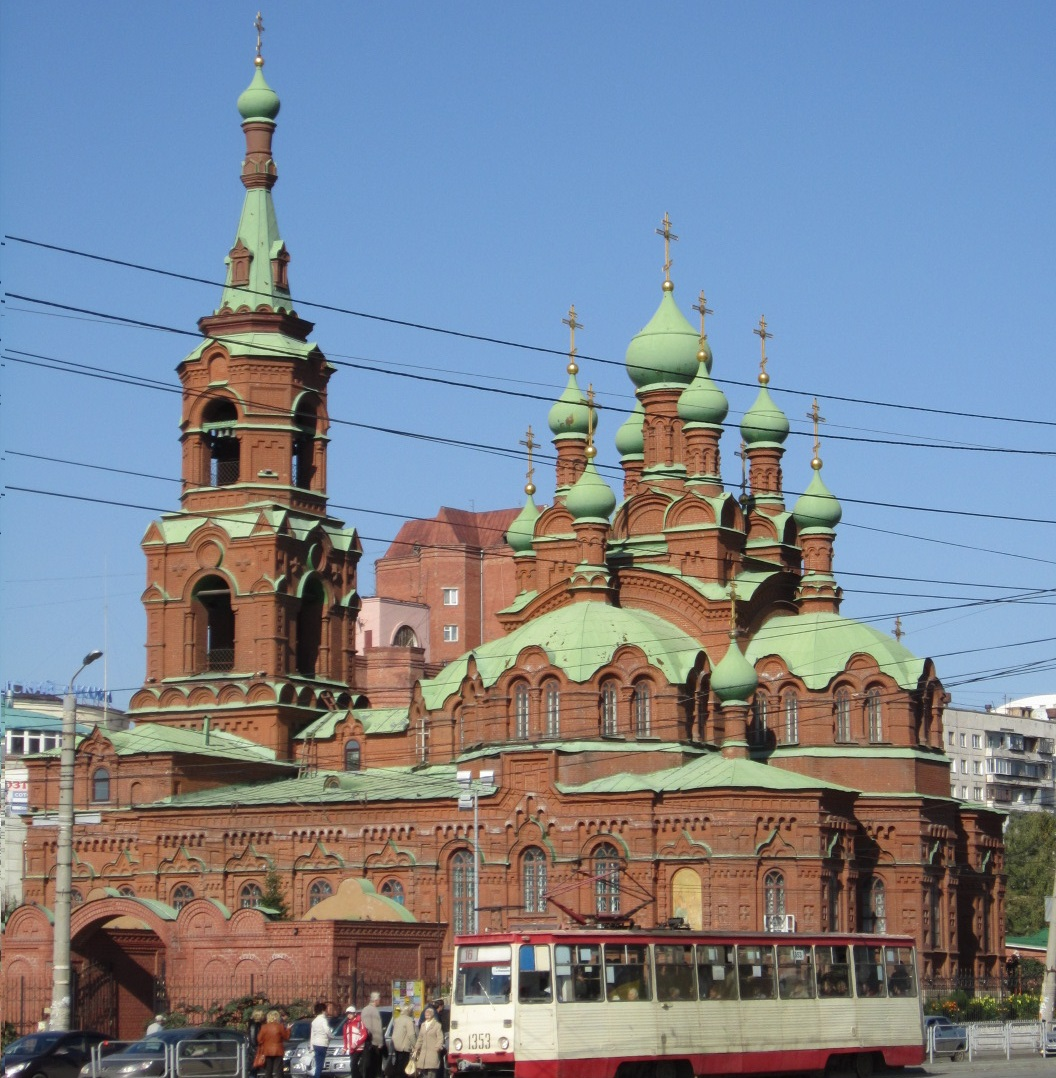
Svatotrojický chrám

- Katedrální chrám sv. Simeona - sídlo čeljabinské eparchie
- Svatotrojický pravoslavný chrám – založen roku 1911, postaven do roku 1914, zrušen roku 1930, obnoven roku 1990
- Chrám Alexandra Něvského
- Budova Jihouralské státní univerzity – založena roku 1943
- Budova Státní opery – neoklasicistní budova z roku 1903, sochařská dekorace z období socialistického realismu
- Budova divadla
- Chrám Matky Boží s Odigitrijevským (mariánským) ženským klášterem
- Kirovka - pěší zóna s několika historickými cihlovými domky

## Osobnosti
- Galina Starovojtovová (1946–1998), reformní politička a aktivistka v oblasti lidských práv
- Jekatěrina Alexandrovová (* 1994), tenistka